# Mileștii Mici (Weingut)

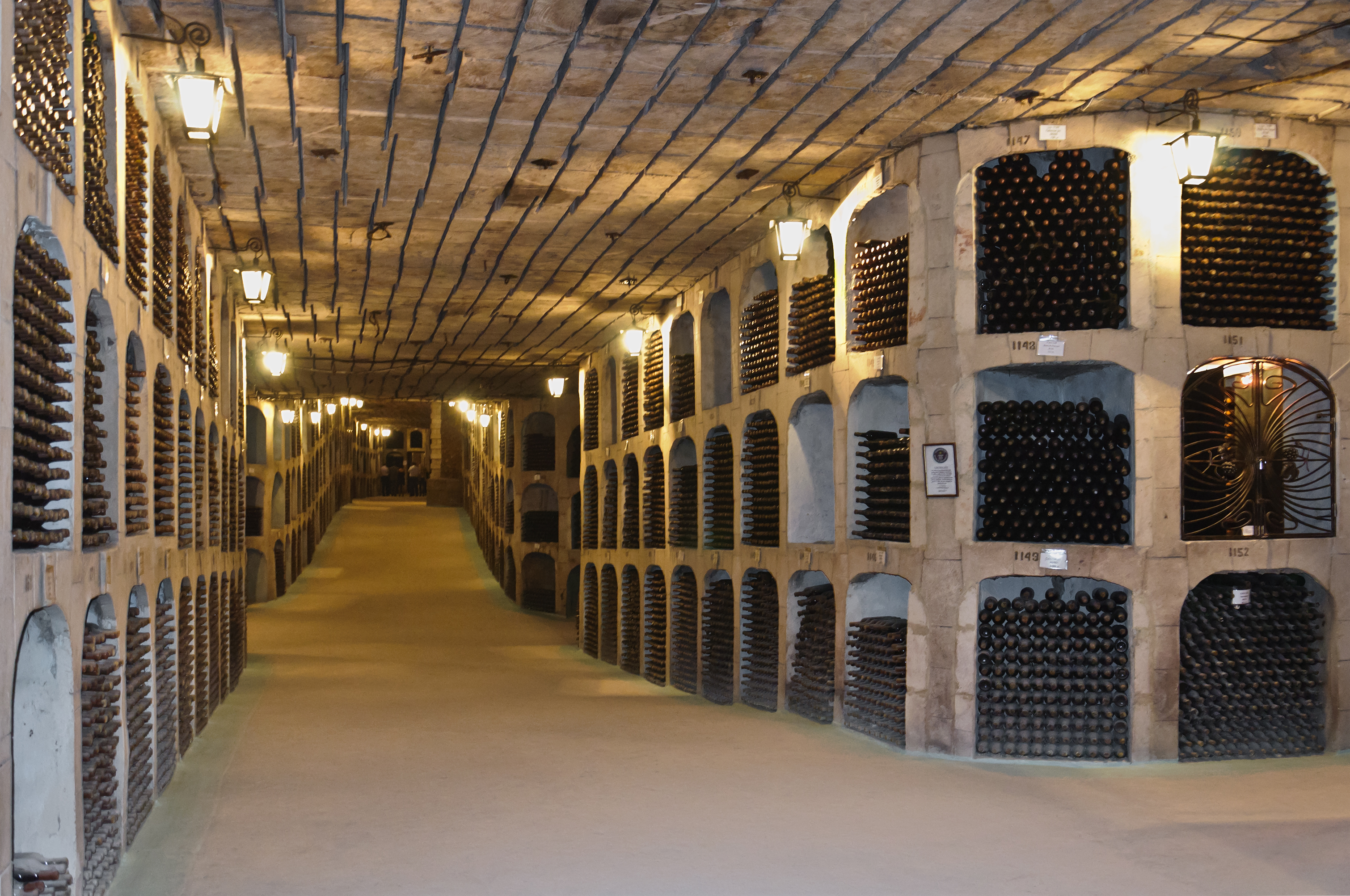
Weinkeller der Mileștii Mici

Mileștii Mici ist ein staatlich betriebenes Weingut in der Ortschaft Mileștii Mici, Republik Moldau. Sein Weinkeller umfasst mehr als 1,5 Millionen Flaschen und wurde im Jahr 2005 vom Guinness-Buch der Rekorde als der weltweit größte klassifiziert.

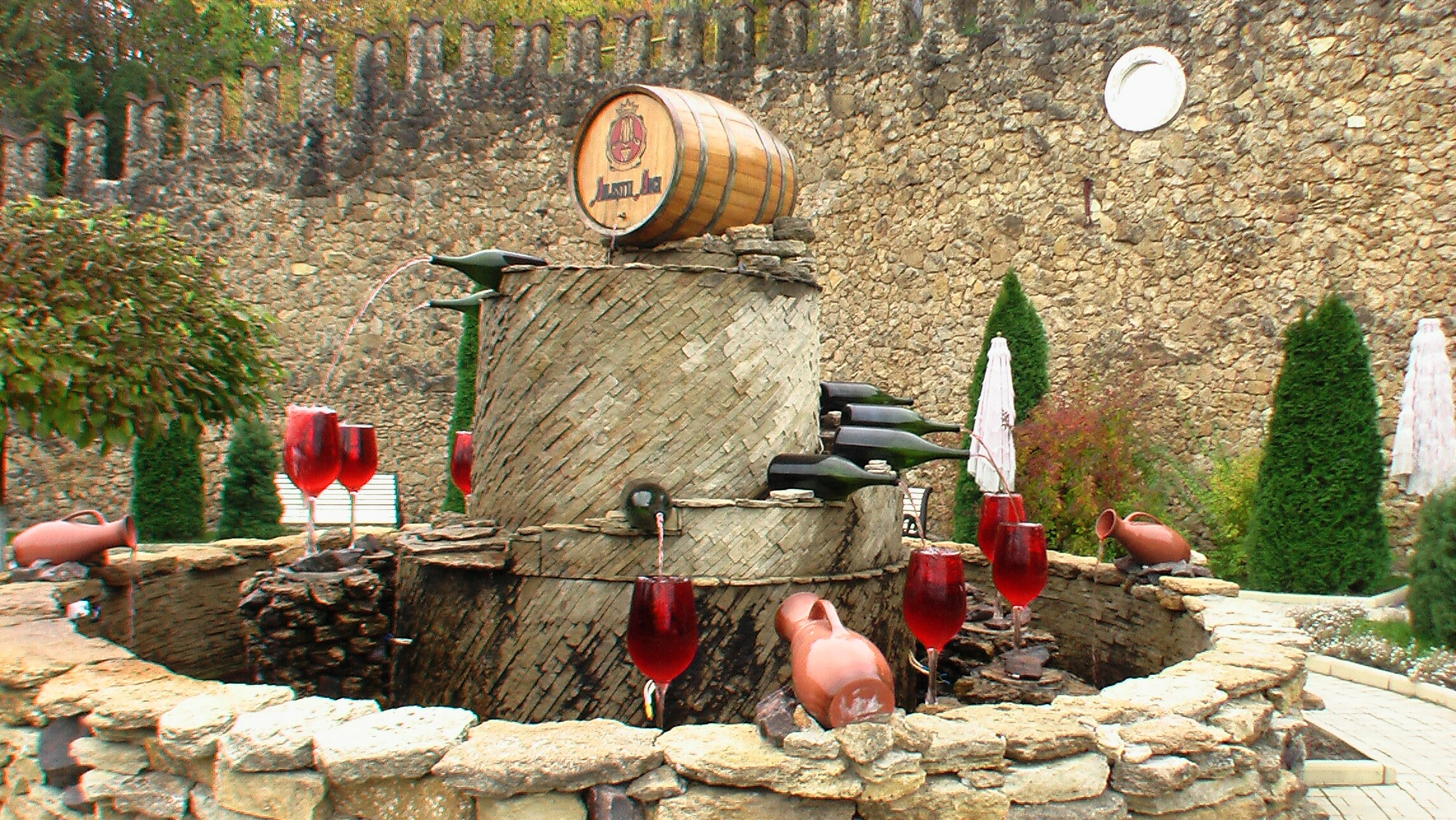
Brunnen auf dem Gelände

## Geschichte
Das Staatsgut wurde 1969 in der damaligen Moldauischen Sozialistischen Sowjetrepublik gegründet und nutzte seit den 1970er Jahren die Kalksteinstollen eines stillgelegten Bergwerks zur Weinlagerung. Die Gesamtlänge der Stollen beträgt 250 km, von denen zurzeit um die 50 km genutzt werden. Der Wein lagert in einer Tiefe von 30 bis 85 m bei Temperaturen von 12 bis 14 ºC und 85–95 % relativer Luftfeuchtigkeit. Man kann die Stollen mit Fahrrädern, Autos, oder in geführten Gruppen kleinen Elektrozügen befahren.

## Rebsortenspiegel der Raritäten
Mehr als 70 Prozent der Raritäten sind Rotweine, 20 Prozent Weißweine und etwa 10 Prozent Likörweine. Sie bestehen aus den Sorten Pinot, Traminer, Muskateller, Riesling, Fetească, Dnestrovscoie, Milestscoie, Negru de Purcari, Trandafirul Moldovei, Auriu, Cahor-Ciumai. Die wertvollsten Weine dieser Bibliotheca Subterranea, Jahrgang 1973–1974, kosten bis zu 2000 Euro pro Flasche, diese werden zurzeit vor allem an kapitalkräftige chinesische und japanische Sammler ausgeliefert. Die sogenannte goldene Kollektion stammt aus den Jahren 1968 bis 1991, also der Hochzeit der sowjetischen Herrschaft und den nachfolgenden Jahren bis zur Unabhängigkeit.